# دریاچه پالیاستومی
دریاچه پالیاستومی (گرجی: პალიასტომი) دریاچه کوچکی در نزدیکی شهر پوتی در کشور گرجستان است که از طریق کانالی باریک به دریای سیاه متصل می‌شود. مساحت آن ۱۷.۳ کیلومتر مربع و ژرفای متوسط آن ۲.۶ متر است.  برخی از اشیای باستانی کولخیس توسط باستان شناسان در نزدیکی دریاچه و در زیر دریاچه پیدا شده است. همچنین این دریاچه یک سایت مهم برای ماهیگیری است.